# Сар (војсковођа)
Сар (лат: Sarus, убијен 412. године) је био готски поглавар и западноримски војсковођа. Познат је по свом великом личном непријатељству са визиготским краљем Атаулфом који га је на крају и усмртио. Међутим, Сарови следбеници су 415. успели да изврше атентат на Атаулфа у Барселони и на визиготски престо закратко доведу Саровог брата Сигериха.

## Порекло и долазак у римску службу
Сар се у изворима помиње и као поглавар (dux Gothorum) и као краљ Гота (rex Gothorum). Због оваквих помена сасвим је могуће да је припадао највишим круговима готског племства које се могло надметати са Аларихом и његовом породицом Балта за вођство над читавом макрогрупом Гота (будући Визиготи) насељених у римској Тракији од стране цара Теодосија I 382. године. Могуће је да се због пораза у борби са Аларихом и Балтима Сар са својим следбеницима морао вољно или невољно да напусти Визиготе. Аларих је током борби са Римљанима након 395. успео да се наметне за владара Визигота, док се Сар по први пут спомиње као римски војсковођа 406. године. Можда је пришао Римљанима током Алариховог упада у северну Италију 404. године захваљујући наговарању Стилихона, врховног заповедник западноримске војске.
Као један од римских војсковођа Сар се спомиње у северној Италији 406. године заједно са хунским поглаваром Улдином. Стилихон је наиме окупио бројне римске одреде и варварске савезнике и најамнике како био одбио инвазију готског краља Радагајста. Пошто се Радагајстова огромна војска расула у потрази за пљачком, Стилонови људи су успели да варварског краља ухвате у заседу недалеко од Фиренце и нанесу му катастрофалан пораз. Могуће је да је у току ових борби Сар био заповедник варварских савезника (foederati). Међутим, успешна одбрана Италије имала је тешке последице по друге делове царства пошто су, користећи се одсуством главнине римске војске, варварска племена Вандала, Свева и Алана 31. децембра 406. прешла Рајну и упустила се у пљачку Галије све до Пиринеја. У Британији су легионари 407. извикали за цара Константина III који је потом евакуисао римске трупе са острва, чиме је царство заувек изгубило провинције на Британским острвима.

## Сар и Стилихон
Стилихон и цар Хонорије су у узурпатору Константину видели већу опасност него у варварским групама које су ушле у Галију. Константин је овладао Галијом све до Алпа и утврдио своју привремену резиденцију у Валентији (лат. Valentia; данас Валенс сир Рон). Пошто је узурпатор успео да овлада римском цивилном и војном администрацијом у Галији, Стилихон је против њега послао Сара који је можда именован за врховног заповедника римске војске у Галији (magister militum per Galliam). Сар је у почетку био успешан на својој новој мисији пошто је поразио и убио двојицу Константинових војсковођа и стекао богат плен. Када је Хоноријев противцар послао и трећу војску на Сара, Гот је морао да одустане од опсаде Валентије и врати се у Италију. Додатно понижење за царског војсковођу било је то што је сав свој плен морао да препусти багаудима, побуњеним сељацима и разбојницима, како би безбедно прешао алпске превоје. Саров неуспех даље је погоршао позицију западноримског двора пошто је Константинов син Констанс убрзо задобио и Хиспанију за свог оца. Поред тога, визиготски краљ Аларих је умарширао у провинцију Норик и одатле затражио откупнину како не би поново провалио у Италију. После свих ових потреса стигла је вест о смрти источноримског цара Аркадија (умро 1. маја 408), Хоноријевог рођеног брата, и цариградска круна је прешла на седмогодишњег Теодосија II. Хонорије, који се ретко мешао у државничке послове, планирао је да лично оде у Константинопољ и дефинитивно потврди наслеђе свог малог синовца. Стилихон је пак желео да цар због ургентности ситуације остане у Италији и преко Сара је исценирао побуну војника у Равени, главној резиденцији западноримског августа. Сарова побуна је одвратила цара од пута на исток, али је Хонорије отворено почео да сумња у Стилихонову лојалност. Цар и његов први министар су се сада договорили да Стилихон крене у Цариград, Хонорије остане у Италији, а да се поход против Константина препусти Алариху и Визиготима. Сар је вероватно ражалован и његова дотадашња титула је понуђена његовом старом ривалу Алариху. Вероватно је у том тренутку Сар потајно напустио Стилихонову страну и окренуо се његовим непријатељима.
Царев секретар (magister scrinii) Олимпије је искористио прилику да продуби јаз између Хонорија и Стилихона. Цару је пренео гласине по којима је Стилихон планирао да отпутује у Цариград, свргне малог Теодосија и за источноримског цара постави свог сина Еухерија. Олимпије је затим, током Хоноријевог боравка у Павији 13. августа 408, изазвао побуну војника у којој су побијени официри верни Стилихону. Стилихон, који је боравио у Болоњи, окупио је Сара и остале варварске војсковође које су му биле лојалне, како би испланирао ослобађање цара по цену сукоба са побуњеним римским војницима. Када је схватио да је побуна у Павији окренута против њега, Стилихон је одустао од похода уз негодовање својих варварских официра. Отишао је у Равену тражећи компромис са Хоноријем и Олимпијем, док је осветољубиви Сар у Болоњи заузео Стилихонову палату и наредио ликвидацију његове хунске гарде. Најзад, Стилихон је 22. августа 408. мирно прихватио царев налог за егзекуцију због наводне велеиздаје.

## Сар и Атаулф
Стилихонов пад је донео талас насиља према породицама варварских војника стационираних у Италији. Аларик је поново послао ултиматум Хонорију који је пак одбио све преговоре са Визиготима тако да је готски краљ поново повео своје људе у Италију. Сар је са најближом пратњом од 300 људи отишао у средњу Италију, у покрајину Пиценум, где је живео од пљачке не покоравајући се ни Хонорију ни Аларику. По речима историчара Зосима, јавно мњење је сматрало Сара за најспособнијег римског војсковођу који је у том тренутку био на располагању царској влади, али цар није учинио ништа како би га привукао на своју страну.
Почетком 410. Саров логор је са знатно бројнијом војском напао његов стари противник Атаулф, Алариков зет. Сар је успео да се спасе и сада се отворено окренуо Хонорију коме се придружио у најтежем тренутку у Равени. Аларик је, водећи са собом свог штићеника, противцара Атала Приска, опсео Равену коју је Сар упорно бранио. Тек пошто је у Равену пристигла источноримска флота са 4000 војника, Аларик је прекинуо опсаду и лишио Приска царских инсигнија како би склопио примирје са Хоноријем. Током пресудних преговора у августу 410. Сар је на своју руку, како би онемогућио трајни мир између визиготског краља и западноримског цара, напао Аларика и његове емисаре. Аларик, који је напад приписао царевој дволичности, напустио је преговоре и кренуо по трећи пут на Рим који је по уласку у Вечни град 24. августа 410. подвргао тродневној пљачки која је згранула римски свет.
Пљачка Рима је уједно било и последње важно дело које је извео Аларик. Након његове смрти наследио га је зет Атаулф који је Визиготе повео у Галију. У септембру 411. Хоноријев војсковођа Флавије Констанције је поразио и уклонио узурпатора Константина, али се у Мајнцу убрзо појавио нови противцар Јовин. Што се Сара тиче, он је 412. напустио Хоноријеву службу након што је један од његових гардиста, извесни Белерид, убијен од стране царевих људи. Хонорије је одбио да пружи Сару задовољење и казни убице тако да је војсковођа решио да приђе узурпатору Јовину. На путу кроз Галију Сара и његове људе је похватао и побио Атаулф. Саровом смрћу непријатељство између двојице готских поглавара није окончано пошто је неколико Саровох следбеника ступило у службу визиготског краља 415. године у време када је Атаулфов народ живео на североистоку Хиспаније. Након што су убили Атаулфа, атентатори су на престо довели Саровог рођеног брата Сигериха. Он је побио Атаулфову децу и подвргао јавном понижавању његову удовицу Галу Плацидију, Хоноријеву полусестру, али га је убрзо уклонио Валија, још један представник породице Балта.
Неколико описа Саровог карактера сачувано је у делима источноримских историчара. Олимпијодор из Тебе га је сматрао за непобедивог јунака, а Зосим за храброг и искусног војсковођу.